# 富尔讷卡巴代斯
富尔讷卡巴代斯（法語：Fournes-Cabardès，法語發音：[fuʁn kabaʁdɛs] ⓘ）是法国奥德省的一个市镇，属于卡尔卡松区。该市镇2009年时的人口为50人。

## 人口
富尔讷卡巴代斯人口变化图示
| 数据来源：INSEE |